# Hyla sanchiangensis
Hyla sanchiangensis is een kikker uit de familie boomkikkers (Hylidae). De soort werd voor het eerst wetenschappelijk beschreven door Clifford Hillhouse Pope in 1929.

## Verspreiding en leefgebied
Deze soort is endemisch in zuidelijk en centraal China. Het Het is een bewoner van heuvelachtige gebieden beneden 1200 meter boven zeeniveau.